# Natternzungengewächse
Die Natternzungengewächse (Ophioglossaceae) sind eine Pflanzenfamilie aus der Ordnung Natternzungenartige (Ophioglossales), welche zur Klasse Psilotopsida der Farne gehört. Sie umfasst insgesamt etwa 80 stets isospore Arten.

## Beschreibung

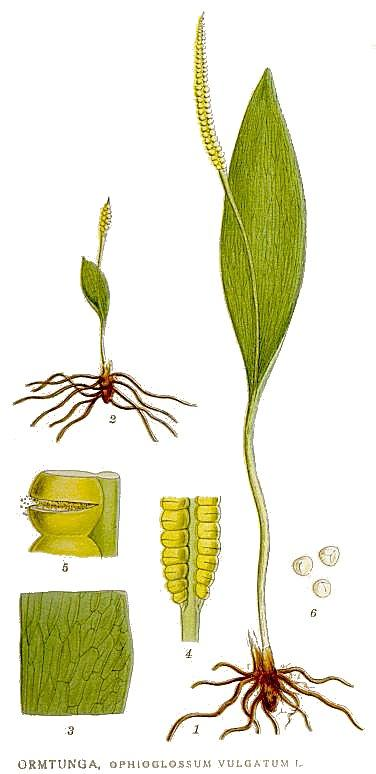
Illustration der Gewöhnlichen Natternzunge (Ophioglossum vulgatum)

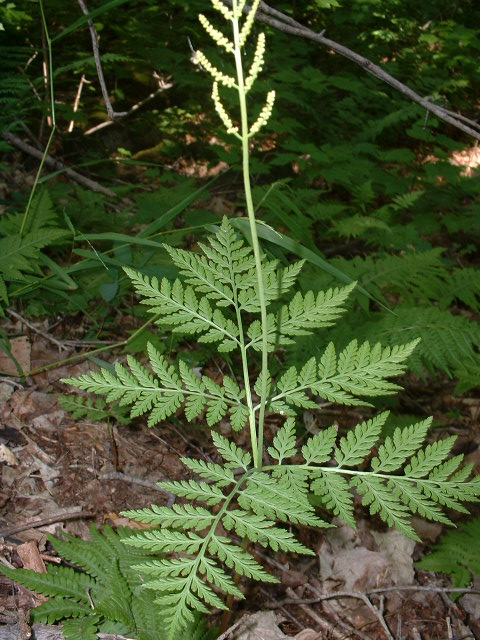
Botrychium virginianum

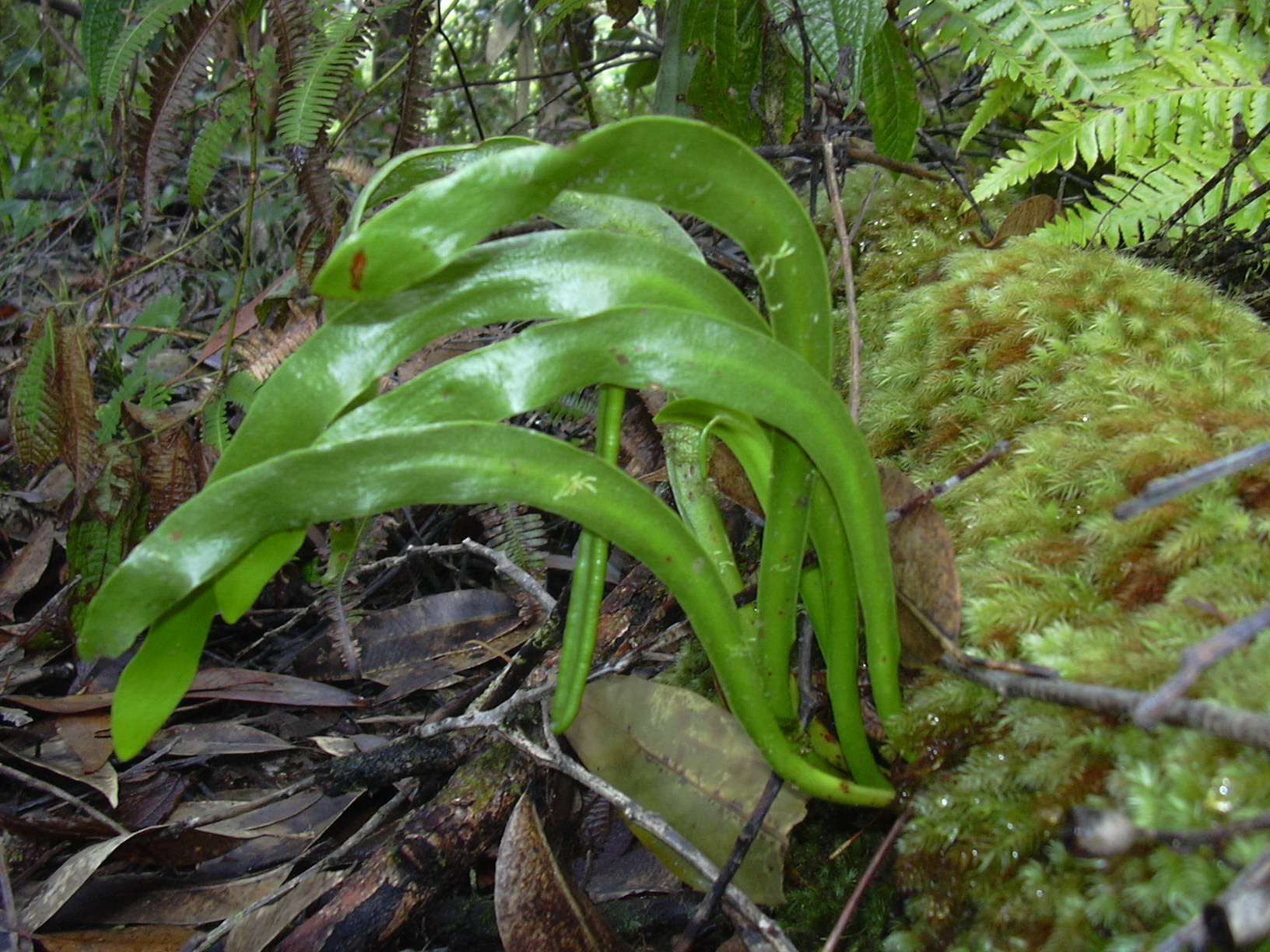
Ophioglossum pendulum subsp. falcatum

Die Knospenanlage erfolgt nickend. Das Wachstum erfolgt nicht mit einer Scheitelzelle, sondern mit einer Gruppe von Initialzellen. Rhizom und Blattstiele sind fleischig. Wurzelhaare fehlen. Pro Jahr wird meist nur ein Blattwedel gebildet, das während des Wachstums nicht eingerollt ist. Das Blatt ist ein dreidimensionaler Raumwedel und besteht aus einem fertilen (gelben) und einem sterilen (grünen) Teil. Der fertile Teil besteht aus einem einzelnen Sporophor, der an der Basis, oder entlang des Trophophyll-Stieles und an der Basis der Trophophyll-Spreite entspringt. Die Sporangien sind groß, besitzen keinen Anulus, die Wände bestehen aus zwei Zellschichten (eusporangiat). Die Sporen rund bis tetraedrisch. Es werden pro Sporangium über 1000 Sporen gebildet.
Die Prothallien sind stark reduziert, leben unterirdisch ohne Chlorophyll und ernähren sich myko-heterotroph von Pilzen. Das Prothallium kann einige Jahre alt werden. Die Antheridien und Archegonien sind in das Prothallium eingesenkt. Der Embryo kann bei manchen Arten ebenfalls einige Jahre unterirdisch überdauern.
Die Chromosomengrundzahl beträgt x = meist 30, 45, 94, selten 44 oder 46.

## Vorkommen
Die Arten leben meist terrestrisch, seltener epiphytisch. Sie kommen hauptsächlich in den temperaten und borealen Zonen vor, einige Arten auch pantropisch.

## Systematik und Verbreitung
Die Familie Ophioglossaceae wurde 1820 durch Ivan Ivanovič Martinov in Tekhno-Botanicheskīĭ Slovar': na latinskom i rossīĭskom iazykakh. Sanktpeterburgie, S. 438 aufgestellt. Typusgattung ist Ophioglossum L. Synonyme für Ophioglossaceae Martinov sind: Botrychiaceae Horan., Helminthostachyaceae Ching.
Die Familie Ophioglossaceae ist fast weltweit verbreitet. In China gibt es drei Gattungen mit etwa 22 Arten, zwei davon nur dort.
In der Familie Ophioglossaceae gibt es nur fünf (selten werden vier bis zu neun genannt) Gattungen mit ungefähr 80 Arten:
- Rautenfarne, auch Mondrauten genannt (Botrychium Sw., Syn.: Botrypus Michx., Japanobotrychum Masamune, Sceptridium Lyon):[1][3] Es gibt weltweit etwa 50 Arten.[4]
- Cheiroglossa C.Presl:[3] Es gibt etwa drei Arten.
- Helminthostachys Kaulf.[3] (Syn.: Ophiala Desv.) Sie umfasst nur eine Art:[1]
  - Helminthostachys zeylanica (L.) Hook. (Helminthostachys dulcis Kaulf. nom. illeg.): Sie ist von den Subtropen bis Tropen der Alten Welt weitverbreitet[1] und kommt in Indien, Sri Lanka, Thailand, Indonesien, Malaysia, Taiwan, China, Queensland und Neukaledonien vor.[5]
- Mankyua B.Y.Sun, M.H.Kim, C.H.Kim:[3] Es gibt nur eine Art:
  - Mankyua chejuensis B.Y.Sun et al.: Dieser Endemit wurde 2001 von der koreanischen Insel Cheju erstbeschrieben.
- Natternzungen (Ophioglossum L.,[3] Syn.: Ophioderma Blume):[1] Es gibt weltweit 25 bis 50 Arten, hauptsächlich auf der Nordhalbkugel.[1][4]